# Comparative Tracking Index
Il Comparative Tracking Index o CTI è usato per misurare la capacità di tenuta di un materiale isolante alle scariche superficiali (chiamate "tracce" o  "electrical breakdown"). In francese è chiamato "Indice de cheminement".

La "traccia" è un percorso conduttivo (carbonizzato) che si forma in modo progressivo sulla superficie di un materiale isolante quando si supera la tensione di "breakdown". Può generare surriscaldamento, incendio e comunque altera le proprietà isolanti del materiale.

## Qualche dettaglio
La misura di questo parametro viene effettuata facendo cadere 50 gocce (distanziate nel tempo di 30 secondi) di soluzione in acqua distillata allo 0,1 % di cloruro di ammonio sul campione di materiale di spessore di 3 mm (spessore considerato sufficientemente rappresentativo delle caratteristiche del materiale) e misurando la massima tensione alternata in volt prima che avvengano fenomeni di scarica. Gli elettrodi con cui viene applicata la tensione sono in platino e distano tra di loro 4 mm .

## Performance Level Categories- PLC
Sono state create diverse categorie Performance Level Categories (PLC) per semplificare la caratterizzazione dei materiali per quanto riguarda la robustezza alle scariche superficiali:
| Tracking Index (Vac) | PLC |
| -------------------- | --- |
| 600 o più            | 0   |
| tra 400 e 599        | 1   |
| tra 250 e 399        | 2   |
| tra 175 e 249        | 3   |
| tra 100 e 174        | 4   |
| meno di 100          | 5   |

## Uso del CTI
Il CTI è, ad esempio, utilizzato nella classificazione in gruppi di isolamento dei materiali elettrici (secondo la normativa europea EN50124)
| Materiale   | CTI                    |
| ----------- | ---------------------- |
| Gruppo I    | >600                   |
| Gruppo II   | 400 < CTI < 600        |
| Gruppo IIIa | 175 < CTI < 400 (FR4 ) |
| Gruppo IIIb | 100 < CTI < 175        |

## Indici simili al CTI
- CTI-M: è simile al CTI ma è un test più severo in cui si usa una soluzione in acqua distillata di cloruro di ammonio (0,1 %) e alchilinaftalene sulfonato allo 0,5%.
- DC-CTI: test simile al CTI ma effettuato in corrente continua per materiali usati dove è presente questo tipo di alimentazione (mezzi mobili, ecc.) [3].
- PTI - Proof Tracking Index è un indice molto simile al CTI [4].
- KA e KB: sono indici usati in passato prima dell'introduzione del CTI [5].

## Normative di riferimento
- UL746A - Polymeric Materials – Short Term Property Evaluations
- ASTM D 3638 - Standard Test Method for Comparative Tracking Index of Electrical Insulation Materials
- IEC 60112 - Method for the determination of the comparative and the proof tracking indices of solid insulating materials